# Solen (Dakota del Norte)
Solen es una ciudad ubicada en el condado de Sioux en el estado estadounidense de Dakota del Norte. En el censo de 2010 tenía una población de 83 habitantes y una densidad poblacional de 105,42 personas por km².

## Geografía
Solen se encuentra ubicada en las coordenadas 46°23′16″N 100°47′45″O / 46.38778, -100.79583. Según la Oficina del Censo de los Estados Unidos, Solen tiene una superficie total de 0.79 km², de la cual 0.79 km² corresponden a tierra firme y (0%) 0 km² es agua.

## Demografía
Según el censo de 2010, había 83 personas residiendo en Solen. La densidad de población era de 105,42 hab./km². De los 83 habitantes, Solen estaba compuesto por el 36.14% blancos, el 0% eran afroamericanos, el 51.81% eran amerindios, el 0% eran asiáticos, el 0% eran isleños del Pacífico, el 0% eran de otras razas y el 12.05% pertenecían a dos o más razas. Del total de la población el 0% eran hispanos o latinos de cualquier raza.